# FK Altai Semey
FK Altai Semey (Kazachs: Алтай футбол клубы) is een Kazachse voetbalclub uit Semey.
De club ontstond begin 2016 als een fusie tussen Spartak Semey en Vostok Öskemen en ging in het stadion van Spartak spelen. Altai Semey begon in de Birinşi lïgası waar het direct een tweede plaats behaalde waardoor de club in 2017 in de Premjer-Liga speelt.

## Bekende (oud-)spelers
- Andrei Karpovich
- Denis Kolodin

Akademija ·
Aqjaıyq ·
Aqtöbe B ·
FC Arys ·
Astana FK-M ·
Ekibastuz ·
Jeńis ·
Kairat-Zhas ·
Kyran Shymkent ·
Yelimay Semay ·
Taraz ·
FC Khan Tengri ·
Turan ·
FC Turkistan ·
Zhas Kyran Almati